# Ego zebra
Az Ego zebra a csontos halak (Osteichthyes) főosztályának a sugarasúszójú halak (Actinopterygii) osztályába, ezen belül a sügéralakúak (Perciformes) rendjébe, a gébfélék (Gobiidae) családjába és a Gobiinae alcsaládjába tartozó faj.
Nemének egyetlen faja.

## Előfordulása
Az Ego zebra az Indiai-óceán északnyugati részén, az Arab-tengerben fordul elő. Omán partmenti vizeiben található meg.

## Megjelenése
Ez a gébféle legfeljebb 3,4 centiméter hosszú. 26 csigolyája van. Hátúszóján 7 tüske és 8 sugár, míg a farok alatti úszóján 1 tüske és 8 sugár látható.

## Életmódja
Trópusi, fenéklakó hal, amely 21 méteres mélységben is megtalálható. 10-20 fős rajokban él; a vízalatti sziklaszirteken és barlangokban. Veszély esetén, mélyedésekbe, üregekbe húzódik. Gyors mozgással az állati planktonra vadászik.